# Stazione di Poggio Imperiale (1864)
La stazione di Poggio Imperiale è stata una stazione ferroviaria posta sulla linea Adriatica. Serviva il centro abitato di Poggio Imperiale.

## Storia
La stazione venne inaugurata nel 25 aprile 1864 insieme alla tratta Ortona-Foggia, continuò il suo esercizio fino alla sua chiusura avvenuta nel 2003.